# Pain (álbum)
Pain es el nombre del primer álbum de la banda sueca de industrial metal del mismo nombre. Dicho álbum fue lanzado en 1996 por la discográfica alemana Nuclear Blast.

## Canciones
1. On Your Knees
2. Rope Around My Neck
3. Learn How To Die
4. Don't Let Me Down
5. Breathe
6. Greed
7. Choke On Your Lies
8. Last Drops Of My Life
9. Hate Me
10. Liar
11. Thru The Ground

- Datos: Q1932717